# Bizarre Love Triangle
«Bizarre Love Triangle» en un sencillo editado en 1986 por New Order. Una versión de esta canción fue incluida en su álbum Brotherhood.
A pesar de ser reconocido como uno de los mejores sencillos del grupo, "Bizarre Love Triangle" no logró ingresar al Top 40 en el Reino Unido, alcanzando sólo la posición número 56. Sin embargo, fue un éxito sorpresivo en Australia, donde llegó al puesto número 5 y dio inicio a una seguidilla de cinco éxitos consecutivos en el Top 20. En Estados Unidos, la popularidad de la canción sólo aumentó paulatinamente desde 1986 y se considera un clásico en muchos círculos.
Recientemente, en 2004, la canción alcanzó el puesto número 201 en la lista de las 500 grandes canciones de todos los tiempos, editada por la revista Rolling Stone.
La versión del sencillo contiene un sonido mucho más limpio y con más elementos electrónicos que la versión incluida en el álbum. Entre estos, es notable la utilización de la estación de trabajo Fairlight CMI, la primera con teclado para samplear de la década de 1980, utilizada para obtener sonidos novedosos, como los hits orquestales -de gran popularidad-, y para secuenciar las canciones. Todos los instrumentos (excepto el bajo y la voz) fueron secuenciados.

## Ediciones
La versión de 12" forma parte del compilado Substance y un remix realizado por Stephen Hague se incluye en Best Of. La versión de 7" jamás se editó en álbum.
El video musical fue dirigido por el estadounidense Robert Longo. Está compuesto, en su mayor parte, por tomas de un hombre y una mujer vestidos con trajes de ejecutivos volando por el aire como si fueran impulsados por trampolines. Estas imágenes se basan directamente en "Men in the Cities", una serie de litografías realizadas por Longo.
Una versión de la canción forma parte de la banda sonora de la película Married to the Mob (1988).

## Otras apariciones
- Muchos artistas han grabado versiones de esta canción, entre los que se incluyen el grupo pop Even As We Speak, Frente!, Manitu, Devine and Statton y, recientemente, South y Apoptygma Berzerk. Stabbing Westward hizo un cover del tema para la banda sonora del film Not Another Teen Movie (2001).
- En 2001, Commercial Breakup, un proyecto paralelo de la banda alemana PAULA cuyo repertorio consta de canciones en inglés, editó su versión del tema en el álbum Global Player y en sencillo en formato de CD, con una diferente mezcla.
- La canción fue remixada en 2005 por The Crystal Method (para su álbum Community Service II) y por Richard X (para el sencillo de New Order "Waiting for the Sirens' Call").
- La canción también fue versionada en 2005 por The Speaks of Washington para su disco Life's a Joke.
- Sandy Lam grabó una versión del tema en mandarín llamada "Yi Ge Ren".
- Existe también una versión realizada bajo el título de "B.L.T.", realizada por el cantante coreano Ash.
- El tema aparece en el videojuego de Konami Karaoke Revolution, grabada por "Jerry" e incluida en 2004 en la edición norteamericana de DanceDanceRevolution EXTREME.
- El narrador de la novela Girlfriend in a Coma de Douglas Coupland menciona al tema dentro de sus favoritos.
- Las secciones instrumentales de la canción se utilizan en un comercial de Reese's Peanut Butter Cups, que habla sobre la tensa relación que el chocolate mantiene con la mantequilla de maní y la jalea.
- En 2004 se da a conocer una formación de Indie Rock llamada Triángulo de Amor Bizarro.
- Aparece un tema versionado en el spot de Volkswagen Golf, resumiendo los diferentes modelos de Golf a lo largo de la historia
- Aparece en la serie de MTV My Life as Liz, interpretado por Liz y Louis.

## Listado de temas

### Disco de vinilo de 7" (edición británica) - FAC 163
1. «Bizarre Love Triangle» (3:40)
2. «Bizarre Dub Triangle» (3:23)

### Disco de vinilo de 12" (edición británica) - FAC 163
1. «Bizarre Love Triangle» (6:44)
2. «Bizarre Dub Triangle» (7:00)

### CD 1994 (edición norteamericana) - Qwest 9 20546-2
1. «Bizarre Love Triangle» (Álbum Versión) (4:20)
2. «Bizarre Love Triangle» (Extended Dance Mix) (6:44)
3. «I Don't Care» (7:00) [En realidad, se trata de Bizarre Dub Triangle]
4. «State of the Nation» (6:31)
5. «Bizarre Love Triangle» (Sencillo Remix) (3:44)

## Posicionamiento en listas
| Listas (1986/1987)                        | Posición |
| ----------------------------------------- | -------- |
| Australia (Kent Music Report)             | 5        |
| Estados Unidos (Billboard Hot 100)        | 98       |
| Estados Unidos (Hot Dance Club Play)1     | 4        |
| Estados Unidos (Hot Dance Singles Sales)1 | 8        |
| Francia (SNEP)                            | 2        |
| Irlanda (IRMA)                            | 25       |
| Nueva Zelanda (Recorded Music NZ)         | 19       |
| Reino Unido (The Official Charts Company) | 56       |